# Хмельницкий, Владимир Ильич
Владимир Ильич Хмельницкий (укр. Володимир Ілліч Хмельницький; 3 марта 1935 — 24 сентября 2023) — советский и украинский режиссёр документального и игрового кино, сценарист. Член Национального союза кинематографистов Украины. Заслуженный деятель искусств Украины (2003).

## Биография
Родился в городе Умань Черкасской области УССР. В 1957 году окончил экономический факультет ВГИКа, а в 1963 году — Высшие режиссёрские курсы. Работал на Алма-Атинской киностудии.
- С 1958 года — ассистент режиссёра Киевской студии телевидения.
- С 1963 года — режиссёр киностудии «Киевнаучфильм».

## Фильмография

### Режиссёр
- 1975 — Я — Водолаз 2
- 1978 — Алмазная тропа
- 1983 — Люди и дельфины
- 1987 — Учитель, которого ждут (документальный)
- 1987 — Белый олень тундры
- 1989 — На привязи у взлётной полосы
- 1992 — Верный Руслан (История караульной собаки)

### Сценарист
- 1975 — Я — Водолаз 2 (в соавт.)
- 1983 — Люди и дельфины (в соавт.)
- 1987 — Белый олень тундры (в соавт.)
- 1988 — Все мы немножко лошади... (в соавт.)
- 1992 — Верный Руслан (История караульной собаки) (в соавт.)

В 1969 году он с группой снимал в Приэльбрусье фильм совместно с учёными украинской академии медицинских наук о жизни в горах.